# New Paltz (New York)
New Paltz is een stad in Ulster County in de staat New York. De stad ligt 110 kilometer ten zuiden van Albany en 130 kilometer ten noorden van New York.

## Geschiedenis
De stad is door Franse Hugenoten gesticht in 1678. De stad heeft nog een deel dat Huguenot Street Historic District heet, waar zeven stenen huizen staan die in de 18e eeuw door de uit Frankrijk gevluchte Hugenoten zijn gebouwd. Deze plek is sinds 1960 opgenomen als National Historic Landmark. Het land behoorde toe aan het Esopus-indianenvolk, waarvan het werd gekocht, hoewel andere bronnen vermelden dat daar veel strijd bij werd geleverd.
De naam komt van het Paltsisch-Duitse Pfalz.

## Educatie
In de stad is de State University of New York at New Paltz gevestigd, die er in 1828 opgericht werd.

## Internationaal
De stad heeft sinds 1998 een stedenband met Niimi, Japan.

## Vervoer
Hoewel New Paltz nog een stationsgebouw heeft, is het dichtstbijzijnde treinstation dat nog in gebruik is 18 kilometer verderop in Poughkeepsie. Wel is er een afslag (exit 18) aan de Interstate 87.